# 조재호 (당구 선수)
조재호(1980~)는 3쿠션 대한민국 랭킹1위 현역 당구 선수이다. 쿠드롱 스타일의 화끈한 스트로크와 짧은 인타발, 상대에 대한 매너있는 행동과 늘 밝은 모습으로 조명우와 함께  국내에서 가장 인기가 많은 선수라고 볼 수 있다.
167cm의 작은 체구이지만  엄청난 파워스트로크를 구사하며, 특히 횡단샷은 아주 높은 적중률을 보이고 있다.